# MacDougall’s
MacDougall's (Макдугаллс) — британский аукционный дом.
Основан в 2004 году Уильямом и Екатериной Макдугалл. По объёмам продаж находится на 5-6 месте в Великобритании. Специализируется на русском искусстве и в этой области является третьим по объёмам продаж аукционом в мире.
Аукционный зал располагается в Лондоне. Представители в Париже, Москве и Киеве.